# 수전 서랜던
수전 애비게일 서랜던(영어: Susan Avigail Sarandon, 1946년 10월 4일~)은 미국의 배우이다. 1969년부터 영화와 텔레비전에 출연하였으며, 1995년 영화 《데드 맨 워킹》으로 아카데미 여우주연상을 수상하였다.

## 출연 작품

### 영화
| 연도 | 제목                           | 원제                                       | 배역                                                   | 비고        |
| ---- | ------------------------------ | ------------------------------------------ | ------------------------------------------------------ | ----------- |
| 1970 | 조                             | Joe                                        | 멀리사 콤프턴                                          |             |
| 1971 | 레이디 리버티                  | Lady Liberty                               | 샐리                                                   |             |
| 1971 | 디 어프렌티스                  | The Apprentice                             | 엘리자베스 호킨스                                      |             |
| 1974 | 러빙 몰리                      | Lovin' Molly                               | 세라                                                   |             |
| 1974 | 특종 기사                      | The Front Page                             | 페기 그랜트                                            |             |
| 1975 | 그레이트 왈도 페퍼             | The Great Waldo Pepper                     | 메리 베스                                              |             |
| 1975 | 록키 호러 픽쳐 쇼              | The Rocky Horror Picture Show              | 재닛 와이스                                            |             |
| 1976 | 어느 여름날의 사랑             | One Summer Love                            | 클로이 파나                                            |             |
| 1977 |                                | Checkered Flag or Crash                    | C. C. 웨인라이트                                       |             |
| 1977 | 깊은 밤 깊은 곳에              | The Other Side of Midnight                 | 캐서린 알렉산더 더글러스                               |             |
| 1977 | 그레이트 스모키 로드블록       | The Great Smokey Roadblock                 | 지니                                                   | 제작을 겸함 |
| 1978 | 프리티 베이비                  | Pretty Baby                                | 해티                                                   |             |
| 1978 | 집시들의 왕                    | King of the Gypsies                        | 로즈                                                   |             |
| 1979 | 네가 없는 낙원                 | Something Short of Paradise                | 매들린 로스                                            |             |
| 1980 | 아틀란틱 시티                  | Atlantic City                              | 샐리 매슈스                                            |             |
| 1980 | 러빙 커플스                    | Loving Couples                             | 스테퍼니 벡                                            |             |
| 1982 | 템피스트                       | Tempest                                    | 어레사 토맬린                                          |             |
| 1983 | 악마의 키스                    | The Hunger                                 | 세라 로버츠                                            |             |
| 1984 | 버디 시스템                    | The Buddy System                           | 에밀리 프라이스                                        |             |
| 1985 | 컴프러미싱 포지션              | Compromising Positions                     | 주디스 싱어                                            |             |
| 1987 | 이스트윅의 마녀들              | The Witches of Eastwick                    | 제인 스포퍼드                                          |             |
| 1988 | 19번째 남자                    | Bull Durham                                | 애니 사보이                                            |             |
| 1988 | 사랑의 축포                    | Sweet Hearts Dance                         | 샌드라 분                                              |             |
| 1989 | 해결사                         | The January Man                            | 크리스틴 스타키                                        |             |
| 1989 | 백색의 계절                    | A Dry White Season                         | 멜러니 브루어                                          |             |
| 1990 | 하얀 궁전                      | White Palace                               | 노라 베이커                                            |             |
| 1991 | 델마와 루이스                  | Thelma & Louise                            | 루이스 소여                                            |             |
| 1992 | 플레이어                       | The Player                                 | 본인                                                   | 카메오      |
| 1992 | 라이트 슬리퍼                  | Light Sleeper                              | 앤                                                     |             |
| 1992 | 밥 로버츠                      | Bob Roberts                                | 토나 타이탄                                            |             |
| 1992 | 로렌조 오일                    | Lorenzo's Oil                              | 미케일라 오도네                                        |             |
| 1994 | 의뢰인                         | The Client                                 | 레지 러브                                              |             |
| 1994 | 작은 아씨들                    | Little Women                               | 마치 부인                                              |             |
| 1994 | 세이프 패시지                  | Safe Passage                               | 마거릿 싱어                                            |             |
| 1995 | 데드 맨 워킹                   | Dead Man Walking                           | 헬렌 프레이잔                                          |             |
| 1996 | 제임스와 거대한 복숭아         | James and the Giant Peach                  | 미스 스파이더                                          | 애니메이션  |
| 1998 | 트와일라잇                     | Twilight                                   | 캐서린 에임스                                          |             |
| 1998 | 일루미나타                     | Illuminata                                 | 칼리메네                                               |             |
| 1998 | 스텝맘]                        | Stepmom                                    | 재키 해리슨                                            |             |
| 1999 | 우리의 친구 마틴               | Our Friend, Martin                         | 클라크 부인                                            | 애니메이션  |
| 1999 | 크레이들 윌 락                 | Cradle Will Rock                           | 마르게리타 사르파티                                    |             |
| 1999 | 여기보다 어딘가에              | Anywhere but Here                          | 아델 오거스트                                          |             |
| 2000 | 조 굴드의 비밀                 | Joe Gould's Secret                         | 앨리스 닐                                              |             |
| 2000 | 야러그래츠: 파리 대모험        | Rugrats in Paris: The Movie                | 코코 라부슈                                            | 애니메이션  |
| 2001 | 캣츠 앤 독스                   | Cats & Dogs                                | 아이비                                                 | 애니메이션  |
| 2001 | 잘 자요 달님                   | Goodnight Moon                             | 내레이션                                               | 단편        |
| 2002 | 이그비 고즈 다운               | Igby Goes Down                             | 미미 슬로컴                                            |             |
| 2002 | 와일드 클럽                    | The Banger Sisters                         | 러비니아 킹즐리                                        |             |
| 2002 | 문라이트 마일                  | Moonlight Mile                             | 조조 플로스                                            |             |
| 2002 | 리틀 미스 스파이더             | Little Miss Spider                         | 내레이션                                               | 단편        |
| 2004 | 스위트 크리스마스              | Noel                                       | 로즈 콜린스                                            |             |
| 2004 | 지미니 글릭 인 랄라우드        | Jiminy Glick in Lalawood                   | 본인                                                   | 카메오      |
| 2004 | 쉘 위 댄스                     | Shall We Dance                             | 베벌리 클라크                                          |             |
| 2004 | 나를 책임져, 알피              | Alfie                                      | 리즈                                                   |             |
| 2005 | 엘리자베스타운                 | Elizabethtown                              | 홀리 베일러                                            |             |
| 2005 | 로맨스와 담배                  | Romance & Cigarettes                       | 키티 케인 머더                                         |             |
| 2006 | 이리지스터블                   | Irresistible                               | 소피 하틀리                                            |             |
| 2007 | 미스터 우드콕                  | Mr. Woodcock                               | 베벌리 팔리                                            |             |
| 2007 | 엘라의 계곡                    | In the Valley of Elah                      | 조앤 디어필드                                          |             |
| 2007 | 마법에 걸린 사랑               | Enchanted                                  | 나리사 여왕                                            |             |
| 2007 | 이모셔널 어리스머틱            | Emotional Arithmetic                       | 멜러니 랜징 윈터스                                     |             |
| 2008 | 스피드 레이서                  | Speed Racer                                | 맘 레이서                                              |             |
| 2008 | 미들 오브 노웨어               | Middle of Nowhere                          | 론다 베리                                              |             |
| 2009 | 그레이티스트                   | The Greatest                               | 그레이스 브루어                                        |             |
| 2009 | 리브스 오브 그래스             | Leaves of Grass                            | 데이지 킨케이드                                        |             |
| 2009 | 솔리터리 맨                    | Solitary Man                               | 낸시 캘먼                                              |             |
| 2009 | 러블리 본즈                    | The Lovely Bones                           | 린 할머니                                              |             |
| 2010 | 월 스트리트 : 머니 네버 슬립스 | Wall Street: Money Never Sleeps            | 실비아 무어                                            |             |
| 2010 | 공작새                         | Peacock                                    | 패니 크릴                                              |             |
| 2012 | 제프 후 리브스 앳 홈           | Jeff, Who Lives at Home                    | 샤론 톰프킨스                                          |             |
| 2012 | 로봇 앤 프랭크                 | Robot & Frank                              | 제니퍼                                                 |             |
| 2012 | 대디 보이                      | That's My Boy                              | 메리 맥개리클                                          |             |
| 2012 | 시크릿                         | Arbitrage                                  | 엘런 밀러                                              |             |
| 2012 | 클라우드 아틀라스              | Cloud Atlas                                | 호록스 부인 / 노년의 어설라 / 유수프 술레이만 / 아베스 |             |
| 2012 | 컴퍼니 유 킵                   | The Company You Keep                       | 샤론 솔라즈                                            |             |
| 2013 | 스니치                         | Snitch                                     | 조앤 키건                                              |             |
| 2013 | 빅 웨딩                        | The Big Wedding                            | 비비 맥브라이드                                        |             |
| 2013 | 로빈 후드의 마지막 스캔들      | The Last of Robin Hood                     | 플로렌스 애들런드                                      |             |
| 2014 | 타미                           | Tammy                                      | 펄 밸전                                                |             |
| 2014 | 핑퐁 서머                      | Ping Pong Summer                           | 랜디 재머                                              |             |
| 2014 | 더 콜링                        | The Calling                                | 헤이즐 미캘리프                                        |             |
| 2015 | 헬 앤 백                       | Hell and Back                              | 바브                                                   | 애니메이션  |
| 2015 | 더 메들러                      | The Meddler                                | 마니 미너비니                                          |             |
| 2015 | 어바웃 레이                    | 3 Generations                              | 돌리                                                   |             |
| 2016 | 쥬랜더 2                       | Zoolander 2                                | 본인                                                   | 카메오      |
| 2016 | 아브릴과 조작된 세계           | April and the Extraordinary World          | 시멘                                                   | 애니메이션  |
| 2016 | 세상의 모든 엄마와 딸들        | Mothers and Daughters                      | 밀리                                                   |             |
| 2016 | 스파키                         | Spark                                      | 바나니                                                 |             |
| 2016 | 에이스 더 케이스               | Ace the Case                               | 도티 휠                                                |             |
| 2016 | 고등학교가 바다에 침몰한다     | My Entire High School Sinking into the Sea | 러레인                                                 | 애니메이션  |
| 2019 | 돈 렛 고                       | Don't Let Go                               | 잭 래드클리프 형사                                     |             |
| 2017 | 배드 맘스 크리스마스           | A Bad Moms Christmas                       | 아이시스 덩클러                                        |             |
| 2018 | 존 F. 도노반의 죽음과 삶       | The Death & Life of John F. Donovan        | 그레이스 도노반                                        |             |
| 2018 | 바이퍼 클럽                    | Viper Club                                 | 헬렌                                                   |             |
| 2019 | 완벽한 가족                    | Blackbird                                  | 릴리                                                   |             |
| 2019 | VH예스                         | VHYes                                      | 트레이시 베스                                          |             |
| 2019 | 지저스 롤스                    | The Jesus Rolls                            | 진                                                     |             |
| 2020 | 피어리스                       | Fearless                                   | 엄마                                                   | 애니메이션  |
| 2021 | 졸트                           | Jolt                                       | 이름 없는 여자                                         |             |
| 2021 | 라이드 디 이글                 | Ride the Eagle                             | 허니                                                   |             |
| 2023 | 블루 비틀                      | Blue Beetle                                | 빅토리아 코드                                          | 제작중      |
| 2025 | 논나                           | Nonnas                                     | 지아                                                   |             |

### 텔레비전 드라마
| 연도    | 제목             | 원제                  | 배역          | 비고                                     |
| ------- | ---------------- | --------------------- | ------------- | ---------------------------------------- |
| 2001    | 프렌즈           | Friends               | 세실리아 먼로 | "The One With Joey's New Brain" 에피소드 |
| 2002    | 말콤네 좀 말려줘 | Malcolm in the Middle | 멕            | 2회분 출연                               |
| 2009    | ER               | ER                    | 노라          | "Old Times" 에피소드                     |
| 2017-19 | 레이 도노반      | Ray Donovan           | 서맨사 윈즐로 | 16회분 출연                              |

## 수상 경력
- 1981년 캔자스시티비평가협회상 여우주연상
- 1981년 지니어워즈 외국여자배우상
- 1982년 제39회 베니스국제영화제 파시네티 어워드 여우주연상
- 1987년 케이블ACE어워즈 드라마틱시리즈부문 여자배우상
- 1990년 뉴욕우먼 인 필름&텔레비전 어워즈 뮤즈상
- 1991년 다비드 디 도나텔로 어워즈 외국여자배우상
- 1992년 보스턴영화제 우수영화상
- 1992년 고담어워즈 올해의 배우상
- 1992년 제12회 런던비평가협회상 여우주연상
- 1992년 제63회 미국비평가협회상 여우주연상
- 1994년 제42회 산세바스찬국제영화제 평생공로상
- 1994년 우먼 인 필름 크리스탈 어워즈 크리스탈상
- 1995년 제48회 영국아카데미시상식 여우주연상
- 1995년 캔자스시티비평가협회상 여우주연상
- 1996년 제7회 팜스프링스국제영화제 데저트 팜 업적상
- 1996년 다비드 디 도나텔로 어워즈 외국여자배우상
- 1996년 제2회 미국배우조합상 영화부문 여우주연상
- 1996년 제68회 아카데미시상식 여우주연상
- 1996년 헤이스푸딩 씨어트리컬 올해의 여성상
- 1998년 샌디에고비평가협회상 여우주연상
- 1998년 쇼웨스트어워즈 특별상
- 1999년 앨리우먼 인 할리우드 어워즈 아이콘상
- 2001년 키즈초이스어워즈 애니메이션부문 가장좋아하는 목소리연기상
- 2002년 라스베가스비평가협회상 여우조연상
- 2002년 케이프메이 NJ스테이트 필름페스티벌 장관상
- 2003년 제30회 링컨센터 갈라 트리뷰트상
- 2004년 여성영화비평가협회상 특별공로상
- 2005년 시카고국제영화제 평생공로상
- 2005년 르카르노국제영화제 우수상
- 2005년 제9회 할리우드영화제 여우조연상
- 2006년 필라델피아영화제 예술공헌상
- 2007년 제8회 라스팔마스국제영화제 명예의 레이디 하리마구아다상
- 2009년 제20회 스톡홀름영화제 평생공로상
- 2010년 지포니필름페스티벌 특별상
- 2010년 온라인영화&텔레비전협회상 TV미니시리즈부문 여우조연상
- 2011년 베티 데이비스 100주년 헌정협회 영예상
- 2012년 제47회 카를로비바리국제영화제 월드시네마공헌상
- 2012년 앨리우먼 인 할리우드 어워즈 올해의 여성상
- 2014년 AARP어워즈 평생공로상
- 2014년 신 유포리아 어워즈 평생공로상
- 2015년 제50회 골든카메라시상식 최우수해외여자배우상
- 2016년 시네마콘어워즈 평생공로상